# Waltraud Heindl
Waltraud Heindl, auch Waltraud Heindl-Langer, (* 23. März 1939 in St. Pölten) ist eine österreichische Historikerin.

## Leben
Waltraud Heindl legte 1958 die Reifeprüfung an der Bundeslehrerinnenanstalt ab und arbeitete als Lehrerin in Wiener Neustadt. Sie begann 1962 ein Studium der Geschichte, Kunstgeschichte und Germanistik an der Universität Freiburg/Schweiz und wechselte 1963 an die Universität Wien. Sie wurde 1968 mit einer Dissertation über den österreichischen Außenminister Karl Ferdinand von Buol-Schauenstein bei Friedrich Engel-Jánosi promoviert. Sie arbeitete anschließend am Österreichischen Ost- und Südosteuropainstitut (ÖOSI) am „Editionsprojekt Ministerratsprotokolle von 1848 bis 1918“, das sie ab 1979 leitete. Sie wurde 1979 Vorstandsmitglied des ÖOSI und war zwischen 1997 und 2001 dessen Direktorin. Ihre Habilitation 1990 hatte die österreichische Bürokratie im Kaisertum Österreich zum Thema. Sie lehrte Neuere Geschichte an der Wiener Universität und erhielt 2002 den Titel Professorin.
Heindl leitete zwischen 1984 und 1987 ein Forschungsprojekt über die Geschichte des Frauenstudiums an der Wiener Universität und 1990 war sie an Edith Saurers Gründung der Zeitschrift L’Homme. Europäische Zeitschrift für Feministische Geschichtswissenschaft beteiligt. Ihre Arbeit auf dem Gebiet der Genderforschung wurde 1993 mit dem Käthe-Leichter-Preis ausgezeichnet. 2017 erhielt sie den Wilhelm-Hartel-Preis und 1998 den Titel Wirkliche Hofrätin.
Heindl heiratete 1996 den Schauspieler Walter Langer.

## Schriften (Auswahl)
- Graf Buol-Schauenstein in St. Petersburg und London. (1848–1852). Zur Genesis des Antagonismus zwischen Österreich und Russland. Wien: Böhlau, 1970, ISBN 978-3-205-08578-2 (zugleich Diss., Univ. Wien).
- Die Protokolle des Österreichischen Ministerrates 1848–1867. Herausgegeben vom Österreichischen Komitee für die Veröffentlichung der Ministerratsprotokolle, Redaktion Helmut Rumpler. Wien: Österreichischer Bundesverlag für Unterricht, Wissenschaft und Kunst, 1970–2015.
- mit Marina Tichy (Hrsg.): „Durch Erkenntnis zu Freiheit und Glück ...“. Frauen an der Universität Wien (ab 1897). Wien: WUV-Univ.-Verl., 1990, ISBN 978-3-85114-049-1.
- Gehorsame Rebellen. Bürokratie und Beamte in Österreich. Band 1: 1780 bis 1848. Wien: Böhlau, 1991 (2013), ISBN 978-3-205-78900-0.
- Josephinische Mandarine. Bürokratie und Beamte in Österreich. Band 2: 1848 bis 1914. Wien: Böhlau, 1991 (2013), ISBN 978-3-205-78950-5.
- mit Edith Saurer, Hannelore Burger, Harald Wendlin (Hrsg.): Grenze und Staat. Passwesen, Staatsbürgerschaft, Heimatrecht und Fremdengesetzgebung in der österreichischen Monarchie (1750–1867). Wien: Böhlau, 2000, ISBN 3-205-99199-0.
- mit Claudia Ulbrich (Hrsg.): HeldInnen? (= L' homme. Jg. 12, H. 2). Wien: Böhlau, 2001.
- (Hrsg.): Eliten und Außenseiter in Österreich und Ungarn. Wien: Böhlau, 2001, ISBN 3-205-99344-6.
- mit Erna Appelt (Hrsg.): Auf der Flucht. Wien: Böhlau, 2004, ISBN 978-3-205-77361-0.
- mit Edith Specht (Hrsg.): Pionierinnen der Wissenschaft in Klosterneuburg. Klosterneuburg: Klosterneuburger Kulturgesellschaft, 2005.
- (Hrsg.): Frauenbilder, feministische Praxis und nationales Bewusstsein in Österreich-Ungarn. 1867–1918. Tübingen: Francke, 2006, ISBN 978-3-7720-8131-6.
- mit Wladimir Fischer, Alexandra Millner, Wolfgang Müller-Funk (Hrsg.): Räume und Grenzen in Österreich-Ungarn 1867–1918. Kulturwissenschaftliche Annäherungen. Tübingen: Francke, 2006, ISBN 978-3-7720-8239-9.